# Cartoni magici
Cartoni magici è stato un programma televisivo italiano, trasmesso da Rai 1 dal 20 dicembre 1983 al 14 giugno 1985 al pomeriggio alle 16:00 per due edizioni.

## Il programma
Il programma era condotto nella prima edizione da Pietro Ghislandi, Elisabetta Gardini e Giuseppe Cella ed aveva un'identità a metà tra il contenitore ed il reportage esterno sulla realizzazione dei cartoni, inframezzato da cartoni animati. Ospite fisso del programma fu il gruppo Le Mele Verdi, che interpretava in studio le sigle dei cartoni animati da loro incise e che andavano in onda nel contenitore.
Nella seconda edizione, condotta da Pietro Ghislandi, Oreste Castagna e Manuela Antonelli, assunse maggiormente la connotazione di contenitore, lanciando, tramite gag e scenette tra i conduttori, i vari cartoni animati e telefilm della rete.

## I programmi trasmessi

### Cartoni animati
- Mordillo
- Nero, cane di leva
- Hello Sandybell
- Rosaura
- Gli antenati
- corti di Bugs Bunny (con il doppiaggio di Franco Latini)